# Adriano Zanier
Adriano Zanier (Udine, 22 maggio 1948 – Alessandria, 26 giugno 2003) è stato un calciatore e allenatore di calcio italiano, di ruolo portiere.
Morì d'infarto ad Alessandria, nella notte tra il 25 e il 26 giugno 2003.

## Carriera
Crebbe calcisticamente nella SPAL, alla quale arrivò a 15 anni dalla Cividalese. Proprio negli anni sessanta Paolo Mazza lanciò oltre a Zanier altri calciatori friulani, tra cui Fabio Capello, Ezio Vendrame, Bruno Zanolla, Luigi Delneri ed Edoardo Reja, schierati nelle giovanili del club biancoazzurro prima e promossi successivamente tra i titolari. Durante i cinque anni di attività trascorsi nella società di Ferrara, Zanier vinse lo scudetto con la Primavera nel 1965, mettendo subito in evidenza uno stile "sobrio, elegante e plastico". Totalizzò 25 presenze in panchina in Serie A ed esordì in prima squadra in Coppa Italia contro la Juventus.
Nel 1967 Zanier partecipò al torneo Nazionale Juniores in Jugoslavia vinto dall'Italia; nello stesso anno si recò con la Nazionale Preolimpica in Inghilterra e partecipò in Tunisia ai vittoriosi Giochi del Mediterraneo. Nella stagione 1967-68 passò al Cesena, rimanendovi per due stagioni e ottenendo subito una promozione in B; sempre nello stesso anno esordisce nella Nazionale Under 21 nell'incontro Italia-Svizzera, disputato a Bari.
Nell'estate 1969 si trasferì alla Casertana, approdando nel mese di novembre alla Roma di Helenio Herrera come riserva di Alberto Ginulfi. L'anno successivo tornò alla Casertana, in Serie B, per poi passare tre stagioni all'Udinese, in Serie C, dal 1972 al 1975. Nel campionato 1972-1973, Zanier subì solo 16 reti in tutto il torneo, ma la squadra bianconera mancò la promozione dopo la sconfitta nello spareggio, disputato a Vicenza nel giugno 1973, contro il Parma. Nel 1975 il portiere si trasferì all'Alessandria, militandovi fino al 1982 con l'eccezione di un biennio al Derthona. Con i grigi allenati da Dino Ballacci ottenne una promozione in Serie C1 nel 1980-81, parando un rigore decisivo nella trasferta della penultima giornata a Carrara.
Militò ancora nello Spezia e nella Biellese, prima di chiudere con il calcio giocato nel 1984.
In possesso del patentino di allenatore di terza Categoria, Zanier seguì negli anni novanta i portieri di Alessandria, Valenzana e Ovada.

## Palmarès

### Giocatore

#### Competizioni nazionali
- Campionato italiano Serie C: 1

Cesena: 1967-1968 (girone B)